# Mark Curry (rapero)
Mark Curry (Nueva Jersey, Estados Unidos, 15 de julio de 1971) es un rapero estadounidense. Es mejor conocido por su sencillo de 2001 «Bad Boy for Life», que se ubicó en el puesto 13 en la lista de sencillos del Reino Unido. En 2009, publicó un libro, Dancing with the Devil, que contiene una serie de anécdotas controversiales sobre su tiempo en el sello Bad Boy Records de Sean Combs.

## Vida y carrera

### 1971-2005: primeros años
Mark Curry nació el 15 de julio de 1971 en Nueva York, hijo de Kenneth y Lillie Curry, y se mudó a Teaneck cuando tenía tres años. Sus padres se separaron en 1983; Kenneth se mudó a Atlanta en 1986 y Mark lo siguió ese mismo año. Inicialmente trabajó en The Rim Shop, una boutique de accesorios para automóviles en Atlanta, y en Platinum House, descrita por Curry en Dancing with the Devil como «una versión negra de Studio 54 sin la perversidad y con bailarines pagados para quitarse la ropa»; fue en este último donde conoció por primera vez a Sean Combs, durante el tiempo de este último haciendo «Bad Boy Fridays» allí (fiestas organizadas por Bad Boy Records para publicitar Platinum House) a quien volvería a encontrar después siendo presentado a través de D-Mack, otro artista de Bad Boy Records, con el que firmó en 1997.
En 1999, apareció en «Gangsta Shit» de Forever  de Sean Combs, y en «Dangerous MC's» de Born Again de The Notorious B.I.G.. Al año siguiente, apareció en «Down the Line Shit» y «Muscle Game» de Life Story de Black Rob. En 2001, apareció en seis temas de The Saga Continues... de Sean Combs; Curry usó su libro de 2009 Dancing with the Devil para señalar que Combs no lo había invitado a las sesiones de grabación y que solo apareció en el álbum porque se presentó en el estudio. Curry apareció en «Blast Off», «Where's Sean», «Lonely», «I Don't Like That (Interlude)», «The Last Song» y «Bad Boy for Life», este último de los cuales se ubicaron en el número 13 en la lista de sencillos del Reino Unido. También en 2001, apareció en «American Dream», de la banda sonora de Training Day, que acreditó a David Bowie debido a usar un sample de «This Is Not America», y en «Blast Off» y «Let's Get It (Remix)» del álbum Child of the Ghetto de G. Dep. Dejó Bad Boy Records en 2005.

### 2009-presente: últimos años
En 2009, publicó un libro, Dancing with the Devil, que contenía una serie de anécdotas controversiales sobre Combs y Bad Boy Records, y que Curry comenzó a escribir con la creencia de que Combs «trataría de tratarme de manera justa si supiera que voy a airear sus trapos sucios»; el libro afirmaba que Combs copió los gestos y las voces guía de Curry textualmente para su sencillo de 1998 «Come with Me», que regularmente se insertaba en las pistas de sus artistas para poder cobrar «apariciones especiales como invitado» y que los artistas solo se enteraron una vez que recibieron sus cheques de regalías, que regularmente se abrió camino para obtener créditos por composición de canciones y de producción no ganados, que insistía en que sus autos deportivos aparecieran en los videos musicales de los artistas para poder deducir las altas tarifas de alquiler de sus presupuestos, y que luego reclamaría créditos fiscales por el uso comercial de sus automóviles, y que haría alarde de su riqueza en torno a las personas a las que estaba explotando. Curry también usó el libro para señalar que era tan pobre mientras estaba con Bad Boy que tuvo que vender sus pases para detrás del escenario para espectáculos en los que era uno de los miembros del séquito de Combs y que hacia el final de su carrera en Bad Boy había considerado vender cannabis a proveer para su familia, que el año anterior había perdido su casa debido a una ejecución de hipoteca, y que no tenía hogar, manejaba un Honda Accord de 1992 que había comprado en una subasta y no podía pagar un seguro médico para él, su esposa Deirdre o su hijo Mark CurryII. En 2014 abrió un bar de jugos de frutas en Miami y en 2018 tomó un trabajo en la industria de la energía solar.